# Kiewer Kotelett

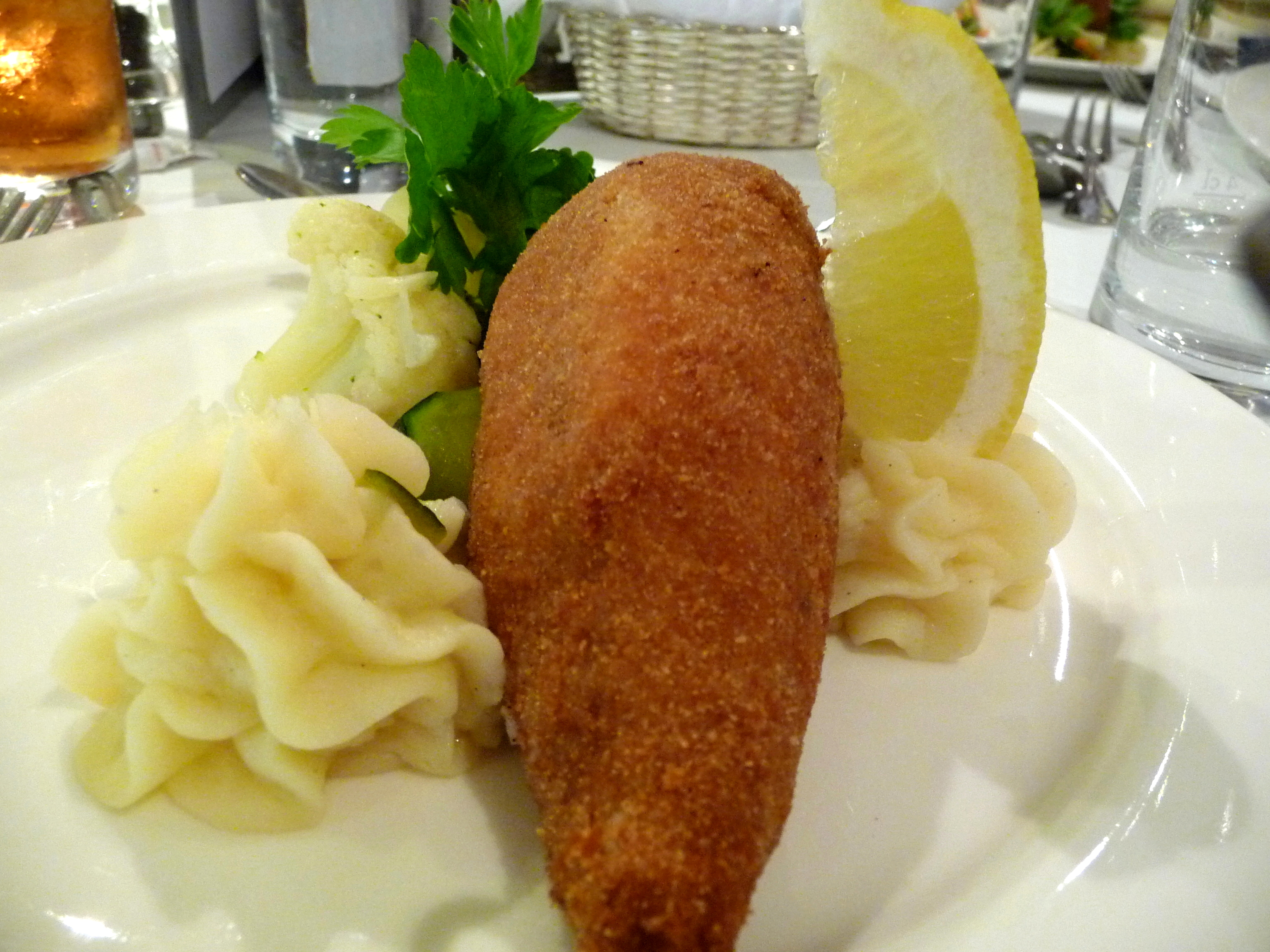
Ein Kiewer Kotelett ohne Brustknochen

Ein Kiewer Kotelett (ukrainisch котлета по-київськи, russisch котлета по-киевски; auch Kotelett Kiew oder Hühnchen Kiew) ist ein Hühnerfleischgericht der russischen und ukrainischen Küche.
Zur Zubereitung der Koteletts verwendet man jeweils ein ganzes, enthäutetes Brustfilet vom Hähnchen bzw. einer Poularde. Zunächst wird das Filet längs halbiert und flachgeklopft. Als Nächstes wird das Fleisch mit Füllung aus gekühlter Butter oder einer Kräutermischung versehen. Danach paniert man die Koteletts mit Ei und Paniermehl und stellt sie kalt, damit das Fleisch und die Füllung vor dem Garen fest werden. Abschließend werden die Kiewer Koteletts zubereitet, indem man sie einige Minuten lang in heißem Fett frittiert. Statt der Zubereitung in der Friteuse kann man die Koteletts auch kurz anbraten und anschließend im Ofen aufbacken. Gelegentlich wird bei der Zubereitung des Koteletts ein Brustknochen am Fleisch belassen, damit sich das fertige Kotelett mit den Fingern essen lässt.

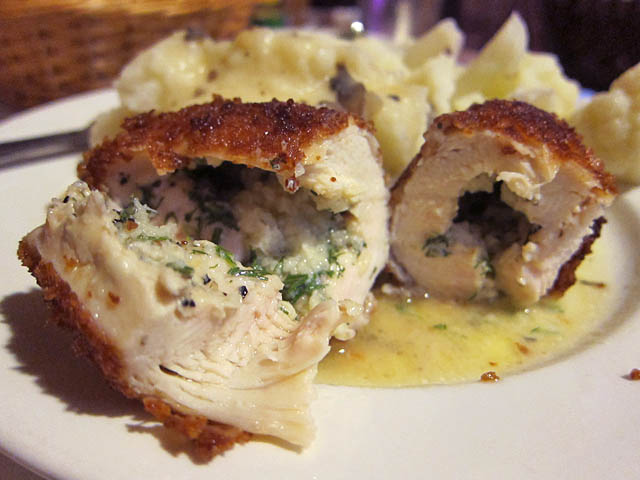
Kiewer Kotelett aufgeschnitten

Die Erfindung der Kiewer Koteletts wird den Köchen eines Sankt Petersburger Nobelrestaurants im Grand Hotel Europe zugeschrieben. Dieses Restaurant existierte von 1910 bis kurz vor der Oktoberrevolution 1917 und hatte die Neu-Michailow-Koteletts (russ. Ново-михайловские котлеты) auf der Speisekarte, die ihren Namen möglicherweise dem nahe gelegenen Michael-Palast verdankten. Der heutige Name des Gerichtes setzte sich erst nach 1947 durch, als die Koteletts in einem Kiewer Restaurant unter diesem Namen angeboten wurden. Inzwischen gehören Kiewer Koteletts zum Standardangebot ukrainischer und russischer Restaurants.
Mitunter werden Kiewer Koteletts mit Poscharski-Koteletts verwechselt. Bei letzteren handelt es sich ebenfalls um ein russisches Hühnerfleischgericht, allerdings werden diese Koteletts typischerweise aus gehacktem Fleisch zubereitet.